# Hans-Peter Lange
Hans-Peter Lange (* 13. Oktober 1955 in Ost-Berlin) ist ein deutscher Jazz- und Rock-Gitarrist und Songwriter.

## Werdegang
Lange gründete 1974 mit Wolfgang Franke (Gesang, Schlagzeug) und Jens Saleh (Bassgitarre) die Rockband POTT, danach die Jazzrockband MAHAWO (1980).
Seit 1986 ist er als Profimusiker tätig; er spielte in der Rock-’n’-Roll-Band Petty Cats und gründete die Jazzrockband Freedolin. Weiterhin kam es zur Zusammenarbeit mit Musikern wie Hermann Naehring (Perkussion, Vibraphon), Kristiane Kupfer & Kleines Künstlerorchester Berlin, Sascha Klaar & Rockets, Tilo Baron, Gerhard Schöne, Ulf und Zwulf, Peter Stojanow (Bassgitarre), Mirko Schurig (Schlagzeug), Mario Würzebesser (Schlagzeug), Gerard Batrya (Bassgitarre), Mack Goldsbury und Barbara Jungfer (Gitarre).

## Aktuelle Projekte
- Jazzagentz
- Freedolin
- Music&Voice
- Sonnenschein
- Solo

## Diskografie

### Alben
- 1990: hapeguitar 1990
- 2000: Samplärr
- 2001: Freedolin – live im Flöz
- 2001: Ironbass
- 2002: Three
- 2004: So Los
- 2006: The Incredible
- 2010: The Newest New is New

### DVDs
- 2000: Live in Berlin